# Coppa dei Campioni 1990-1991 (hockey su pista)
La Coppa dei Campioni 1990-1991 è stata la 26ª edizione della massima competizione europea di hockey su pista riservata alle squadre di club. Il torneo ha avuto inizio il 2 marzo e si è concluso l'8 giugno 1991.
Il titolo è stato conquistato dal Barcelos per la prima volta nella sua storia.

## Squadre partecipanti
| Nazione        | Club            | Città            | Qualificazione                                                |
| -------------- | --------------- | ---------------- | ------------------------------------------------------------- |
| Belgio         | Kurink          | Hasselt          |                                                               |
| Francia        | La Vendéenne    | La Roche-sur-Yon | 2º in Nationale 1 1989-1990                                   |
| Germania Ovest | Walsum          | Duisburg         | 1º in 1 Bundesliga 1990, campione di Germania Ovest           |
| Italia         | Roller Monza    | Monza            | 1º in Serie A1 1989-1990, vince i play-off, campione d'Italia |
| Paesi Bassi    | Dennenberg      | Valkenswaard     | 1º in 1ª Klasse 1990, campione dei Paesi Bassi                |
| Portogallo     | Barcelos        | Barcelos         | 1º in 1ª Divisão 1989-1990, campione del Portogallo           |
| Portogallo     | Porto           | Porto            | Campione d'Europa in carica                                   |
| Spagna         | Liceo La Coruña | La Coruña        | 1º in División de Honor 1989-1990, campione di Spagna         |
| Svizzera       | Thunerstern     | Thun             | 1º in Lega Nazionale A 1990, campione di Svizzera             |

## Risultati

### Primo turno
| Squadra 1 | Totale | Squadra 2 | Andata | Ritorno |
| --------- | ------ | --------- | ------ | ------- |
| Walsum    | 6 - 29 | Barcelos  | 2 - 13 | 4 - 16  |

### Quarti di finale
| Squadra 1       | Totale | Squadra 2    | Andata | Ritorno |
| --------------- | ------ | ------------ | ------ | ------- |
| Barcelos        | 9 - 8  | Porto        | 4 - 4  | 5 - 4   |
| Dennenberg      | 8 - 21 | Thunerstern  | 7 - 10 | 1 - 11  |
| Kurink          | 8 - 9  | La Vendéenne | 6 - 4  | 2 - 5   |
| Liceo La Coruña | 6 - 8  | Roller Monza | 4 - 5  | 2 - 3   |

### Semifinali
| Squadra 1    | Totale | Squadra 2    | Andata | Ritorno |
| ------------ | ------ | ------------ | ------ | ------- |
| Barcelos     | 44 - 3 | La Vendéenne | 22 - 3 | 22 - 0  |
| Roller Monza | 14 - 3 | Thunerstern  | 11 - 2 | 3 - 1   |

### Finale
| Squadra 1 | Totale          | Squadra 2    | Andata | Ritorno |
| --------- | --------------- | ------------ | ------ | ------- |
| Barcelos  | 7 - 7 (1-0 dtr) | Roller Monza | 4 - 4  | 3 - 3   |

#### Andata
| Barcelos 25 maggio 1991 | Barcelos | 4 – 4 | Roller Monza | Pavilhão Municipal |

#### Ritorno
| Brugherio 8 giugno 1991                | Roller Monza   | 3 – 3 | Barcelos | Palazzetto Paolo VI |
| \| \| \| \| \| \| Shootout 0 – 1 \| \| |                |       |          |                     |
|                                        |                |       |          |                     |
|                                        | Shootout 0 – 1 |       |          |                     |